# Locotenent Cristina
Locotenent Cristina (titlul original: în germană Das Mädchen Christine) este un film dramatic german, realizat în 1949 de regizorul Arthur Maria Rabenalt, relatează povestea unei tinere fete care în timpul Războiul de Treizeci de Ani s-a îmbrăcat în haine de bărbat pentru a rămâne lângă iubitul ei. 

## Conținut
În timpul războiului de treizeci de ani, tânăra Christine este orfană și trăiește într-un orfelinat. Când trupele armatei au trecut prin apropiere, ea cunoaște pe contele Merian, colonelul-șef al acestora, de care imediat se îndrăgostește. Ca să poată rămâne în preajma lui, Christine se îmbracă în haine băiețești și se înrolează ca și copil de trupă. Nici măcar când este avansată la gradul de stegar (în germană Kornett) nu a aflat nimeni în afară de vivandieră, secretul ei.
Încet-încet, observă că Merian s-a abrutizat și nu mai are nimic bun. Este deosebit de îngrozită, când contele o solicită pe fiica de țăran Barbara, să petreacă o noapte cu el, ca să îi scape pe tatăl și fratele ei de la spânzurătoare. Christine dezbracă costumul bărbătesc și se oferă contelui fără să fie de acesta recunoscută, salvând-o astfel pe Barbara. Când a doua zi Merian se trezește, văzând că este singur, trimite armata asupra lui Barbara și a familiei sale. Fratele reușește să fugă, tatăl este spânzurat iar Barbara prinsă. Christine își dezvăluie faptele, îl provoacă pe Merian la duel și îl învinge. Datorită rănii provocate de sabia Christinei, acesta moare. Ca stegar este condamnată la moarte, dar fiind femeie este grațiată.

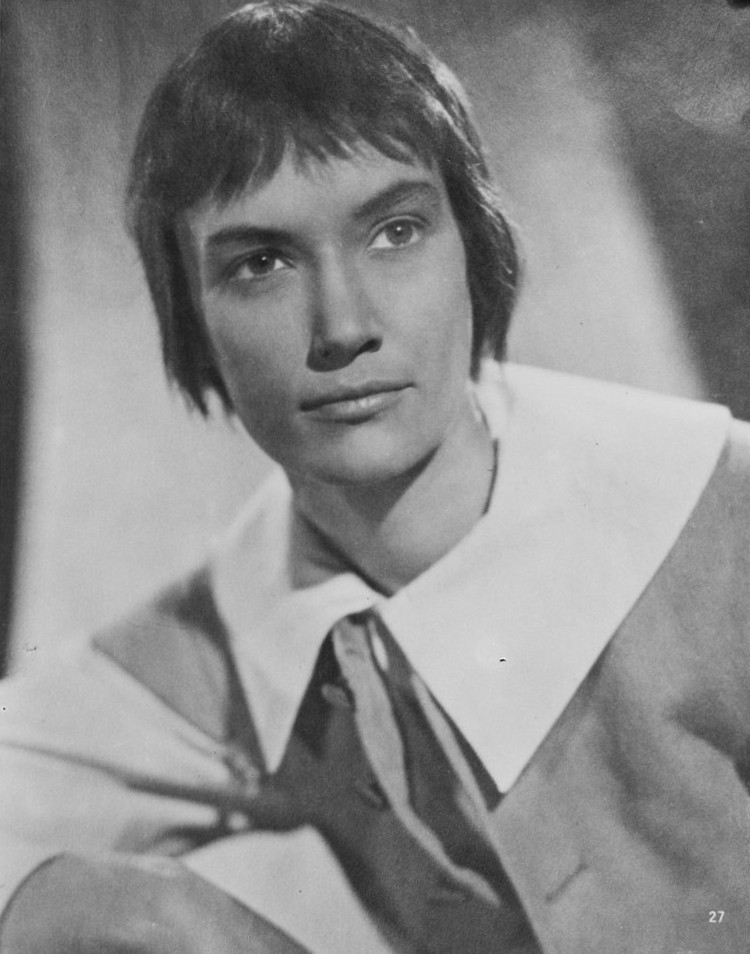
Petra Peters în rolul lui Christine

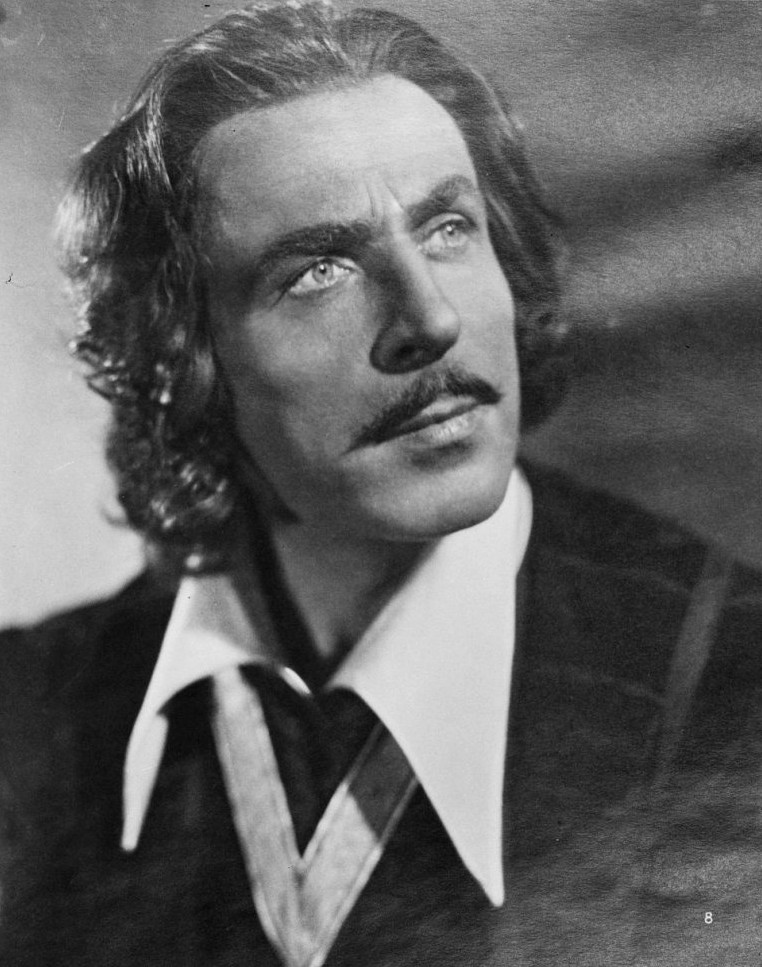
Wolfgang Lukschy în rolul contelui Merian

## Distribuție
- Petra Peters – Christine
- Wolfgang Lukschy – Merian
- Tilly Lauenstein – Courasche
- Ilse Hülper – Lady Winterton
- Gerhard Frickhöffer – Jakob
- Hans Emons – căpitanul
- Erich Dunskus – Melchior
- Reinhard Kolldehoff – primul locotenent
- Helmut Heyne – al doilea locotenent
- Nico Turoff – al treilea locotenent
- Jean Brahn – Profos
- Wolfgang Kühne – Lord Winterton
- Frank Scholze – Hermann
- Yvonne Sturm – Barbara
- Guido Goroll – secretarul
- Christine Traute-Wiere – călugărița
- Ellen Plessow – stareța
- Fred Kronström – birtașul
- Ilse-Maria Milde – Laura
- Sonja Hartke – Rosine
- Theodor Vogeler – străinul
- Christel Henning – Doris

## Trivia
În perioada descrisă de film, Kornett sau Cornet echivalent cu gradul de stegar sau locotenent, era cel mai mic grad de ofițer în cavalerie.